# Ацетат кобальта(II)
Ацета́т ко́бальта Со(CH3COO)2 — кобальтовая соль уксусной кислоты.
Из водных растворов кристаллизуется в виде тетрагидрата — красных кристаллов с моноклинной решеткой (а = 0,477 нм, b = 1,185 нм, с = 0,842 нм, р = 94,5°, z = 2, пространств, группа Р 21/с);

## Свойства
Гигроскопичен, хорошо растворим в воде (33,7 % по массе при 25 °C), растворим в уксусной кислоте, изобутиловом и амиловом спиртах, амилацетате, плохо растворим в этаноле (0,29 % при 25 °C).
При 140 °C кристаллогидрат обезвоживается с частичным разложением. Безводный ацетат кобальта светло-розового цвета может быть получен действием уксусного ангидрида на нитрат кобальта Co(NO3)2.
Окисляется озоном или при электролизе в уксусной кислоте до ацетата трехвалентного кобальта Со(ОСОСН3)3, кристаллизующегося в виде светло-зеленых кристаллов, разлагающихся ~100 °C.

## Синтез
Получают ацетат кобальта взаимодействием уксусной кислоты с карбонатом СоСО3 или гидроксидом кобальта Со(OH)2:
{\displaystyle {\mathsf {Co(OH)_{2}+2CH_{3}COOH\rightarrow (CH_{3}COO)_{2}Co+2H_{2}O}}}
{\displaystyle {\mathsf {CoCO_{3}+2CH_{3}COOH\rightarrow (CH_{3}COO)_{2}Co+H_{2}O+CO_{2}\uparrow }}}

## Применение
В промышленности ацетат кобальта используется как вспомогательный сиккатив и для получения катализаторов оксосинтеза.
В лабораторной практике раствор ацетат кобальта и бромоводорода (или бромида натрия) в уксусной кислоте в эквимолярном отношении (англ. cobalt acetate bromide) используется в качестве катализатора окисления алкилбензолов в карбоновые кислоты или кетоны (например, окисление ксилолов в фталевые кислоты и тетралина в α-тетралон).